# Liste der Einträge im National Register of Historic Places im Robertson County (Texas)
Die Liste der Registered Historic Places im Robertson County führt alle Bauwerke und historischen Stätten im texanischen Robertson County auf, die in das National Register of Historic Places aufgenommen wurden.

## Aktuelle Einträge
| Lfd. Nr. | Name                                 | Bild | Datum der Eintragung | Adresse/Lage                                                      | Ort      | ID       | Beschreibung |
| -------- | ------------------------------------ | ---- | -------------------- | ----------------------------------------------------------------- | -------- | -------- | ------------ |
| 1        | Calvert Historic District            |      | 3. Apr. 1978         | Roughly bounded by Main, Garritt, Pin Oak, Maple, and Barton Sts. | Calvert  | 78002978 |              |
| 2        | Franklin Carnegie Library            |      | 25. Nov. 2005        | 315 East Decherd                                                  | Franklin | 05001337 |              |
| 3        | Hammond House                        |      | 28. Okt. 1970        | Bounded by Burnet, China, Elm, and Hanna Sts.                     | Calvert  | 70000759 |              |
| 4        | Robert C. Allen House                |      | 11. Aug. 1982        | 402 Cedar St.                                                     | Hearne   | 82004521 |              |
| 5        | Robertson County Courthouse and Jail |      | 22. Dez. 1977        | Public Sq.                                                        | Franklin | 77001472 |              |